# Treytorrens (Broye-Vully)
Pour les articles homonymes, voir Treytorrens.
Treytorrens est une commune suisse du canton de Vaud, située dans le district de la Broye-Vully. Citée dès 1194, elle fait partie du district de Payerne entre 1798 et 2007. La commune est peuplée de 105 habitants en 2022. Son territoire, d'une surface de 310 hectares, se situe sur les collines séparant le lac de Neuchâtel de la vallée de la Broye.

## Géographie
La surface totale de la commune de Treytorrens représente 310 hectares qui se décomposent en : 15 ha de surfaces d'habitat et d'infrastructure, 231 ha de surfaces agricoles, 64 ha de surfaces boisées et enfin moins d'un hectare de surfaces improductives (lacs et cours d'eau par exemple). Dans le détail en 2004, les aires industrielles et artisanales représentent moins de 1 % du territoire communal, les maisons et bâtiments 1,61 %, les routes et infrastructures de transport 2,90 %, les zones agricoles 59,03 % et les zones arboricoles et viticoles moins de 1 %[réf. nécessaire].
Jusqu'à sa dissolution, la commune faisait partie du district de Payerne. Depuis le 1er janvier 2008, elle fait partie du nouveau district de la Broye-Vully. Elle a des frontières communes avec Valbroye, Chavannes-le-Chêne et Champtauroz dans le canton de Vaud, ainsi qu'Estavayer et Nuvilly dans le canton de Fribourg.
Le territoire communal s'étend sur les collines séparant le lac de Neuchâtel de la vallée de la Broye. La partie orientale de la commune se trouve dans la vallée de la Petite Glâne ; à l'est de la rivière se trouve la forêt Le Chanex. À l'ouest, la commune est bordée par le Bois du Mont dans lequel se trouve le point culminant de la commune à 733 mètres d'altitude. Enfin, au nord se trouvent les terres communales de Cudrex et de Grands Champs.
En plus du village de Treytorrens, la commune comte également le hameau des Molliettes situé au bord de la Petite Glâne ainsi que plusieurs fermes isolées.

### Héraldique
| Armes de Treytorrens | Les armes de la commune de Treytorrens se blasonnent ainsi : De gueule à trois poissons d'argent, posé en fasce et rangés en pal. Ce sont les armes de la famille de Treytorrens. La seigneurie est sortie de cette famille au XVIe siècle, et les descendants mâles se sont éteints en 1858. La commune a repris intégralement leurs armes en 1907. |

## Toponymie
Lesp plus anciennes mentions de ce nom de lieu apparaissent sous la forme Troterens (1194), Troiterens (1233), Trouotereins (1251), Tretorens (1453).
Ce toponyme est formé d'un nom  masculin germanique, du type Trudhari et du suffixe toponymique germanique -ingos (qui a donné -ens, -in, -an). Ce suffixe a été adopté dans l'espace gallo-roman à partir du VIe siècle et est très fréquent dans les cantons de Vaud et de Fribourg. Il est en général ajouté à un nom de personne germanique et signifie « chez les gens de », « ceux du clan de », le premier élément désignant en général le nom du personnage qui a fondé la localité.

## Histoire
Des vestiges romains ont été trouvés sur le territoire de la commune. Le village est mentionné pour la première fois sous le nom de Troterens en 1194. Au XIIe siècle, les seigneurs de Treytorrens sont vassaux de l'évêque de Lausanne. Ils reconnaissent ensuite la suzeraineté de Pierre II de Savoie au milieu du siècle suivant. La seigneurie est possédée par Pierre Morel, de Fribourg en 1543, puis par les Molin d'Estavayer et les DuGué, réfugiés huguenots. Le village fait partie du bailliage de Moudon à l'époque bernoise, de 1536 à 1798, puis de district de Payerne de 1798 à 2007 et du district de la Broye-Vully depuis 2008.

## Patrimoine bâti
Le village de Treytorrens est inscrit comme site ISOS.
La commune peut s'enorgueillir d'une remarquable église, sobre édifice gothique du XVe siècle classé comme bien culturel d'importance nationale.
Le château (rue du Couvent 1), demeure des nobles de Treytorrens, remonte en tout cas au début du XVe siècle et est attestée comme « château, forteresse, maison forte ». La seigneurie et son domaine sont vendus à diverses reprises à partir de 1536. Au XIXe siècle, le bâtiment appartient à la famille Correvon.
L'ancienne maison Bise (rue du Château 4-6), au nord de la chapelle est une autre maison noble remarquable qui résulte de la création d'une coseigneurie attribuée à une branche cadette de la famille de Treytorrens avant 1390. Vers le milieu du XVe siècle, Jacques Bize, commissaire général du Pays de Vaud, devient détenteur d'une partie de ce fief par son mariage avec Françoise de Treytorrens. En 1460, il rachète encore les parts de deux cousins, puis fait reconstruire la maison, qui affiche encore aujourd'hui, de nombreux éléments d'architecture gothique.
Le collège, aujourd'hui maison de commune a été construit en 1882 et transformé en 1985 et 1992.

## Population

### Gentilé et surnom
Les habitants de la commune se nomment les Treytorranais,.
Ils sont surnommés les Chiens,.

### Démographie
Selon l'Office fédéral de la statistique, Treytorrens compte 105 habitants en 2022. Sa densité de population atteint 34 hab./km2.
En 2000, la population de Treytorrens est composée de 64 hommes (58,7 %) et 45 femmes (41,3 %). La langue la plus parlée est le français, avec 104 personnes (95,4 %). La deuxième langue est l'allemand (3 ou 2,8 %). Il y a 105 personnes suisses (96,3 %) et 4 personnes étrangères (3,7 %). Sur le plan religieux, la communauté protestante est la plus importante avec 81 personnes (74,3 %), suivie des catholiques (14 ou 12,8 %). 9 personnes (8,3 %) n'ont aucune appartenance religieuse.
La population de Treytorrens est de 195 habitants en 1850 et reste relativement stable jusqu'en 1941. Elle baisse jusqu'à 104 habitants en 1970 avant une nouvelle période stable. Le graphique suivant résume l'évolution de la population de Treytorrens entre 1850 et 2010 :

## Politique
Lors des élections fédérales suisses de 2011, la commune a voté à 32,62 % pour l'Union démocratique du centre. Les deux partis suivants furent le Parti libéral-radical avec 27,62 % des suffrages et le Parti socialiste suisse avec 15,58 %.
Lors des élections cantonales au Grand Conseil de mars 2011, les habitants de la commune ont voté pour l'Union démocratique du centre à 44,22 %, le Parti libéral-radical à 30,08 %, les Verts à 8,74 %, le Parti socialiste à 8,74 %,le Parti bourgeois démocratique et les Vert'libéraux à 6,43 % et Vaud Libre à 1,80 %.	
Sur le plan communal, Treytorrens est dirigé par une municipalité formée de 5 membres et dirigée par un syndic pour l'exécutif et un Conseil général dirigé par un président et secondé par un secrétaire pour le législatif.

## Économie
Jusqu'au milieu du XXe siècle, l'économie communal était largement tournée vers l'agriculture, l'arboriculture fruitière et l'élevage qui représentent encore une part significative des emplois. Depuis quelques décennies, le village s'est développé comme résidence pour les travailleurs des villes voisines. Cette mutation s'est accompagnée par la création de plusieurs entreprises locales de service.

## Transports
Au niveau des transports en commun, Treytorrens fait partie des communautés tarifaires vaudoise (Mobilis) et fribourgeoise (Frimobil). Le bus CarPostal reliant Payerne à Thierrens et celui des Transports publics fribourgeois faisant le parcours Estavayer-le-Lac-Vuissens-Estavayer-le-Lac s'arrêtent dans la commune. Le village est aussi desservie par les bus sur appel Publicar, qui sont un service de CarPostal.